# Johannes Linßen
Johannes „Hannes“ Linßen (* 28. September 1949 in Wachtendonk) ist ein ehemaliger deutscher Fußballspieler, -trainer und -manager.

## Schule und Studium
Er legte sein Abitur 1970 am Gymnasium Thomaeum in Kempen ab und studierte anschließend Betriebswirtschaft.

## Karriere

### Vereinslaufbahn
Hannes Linßen begann als Sechsjähriger bei seinem Heimatverein TuS Wachtendonk mit dem Fußballsport und erhielt bereits während seiner Zeit dort Einladung zur Junioren-Nationalmannschaft. 1968 wechselte er für eine Ablösesumme von 17.000 DM zum Bundesligisten MSV Duisburg, den er 1974 verließ und sich dem Zweitligisten SC Fortuna Köln anschloss. Für die Fortuna spielte er dann zehn Jahre in Folge in der 2. Liga. Eingesetzt wurde er als Stürmer und Mittelfeldspieler. Sein größter Erfolg war der Einzug in das Finale um den DFB-Pokal 1983 mit der Kölner Fortuna gegen den Lokalrivalen 1. FC Köln. Das Endspiel ging jedoch im Müngersdorfer Stadion in Köln mit 0:1 verloren. Zuvor erkämpfte sich seine Mannschaft am 12. Februar 1983 im Viertelfinale ein 2:2 n. V. im Bökelbergstadion und erzwang das mit 2:1 gewonnene Wiederholungsspiel im ausverkauften Südstadion. An selber Stätte wurde auch noch Borussia Dortmund am 2. April 1983 mit 5:0 geschlagen.
Er erhielt am 22. Januar 1971, beim Spiel Rot-Weiß Oberhausen gegen den MSV Duisburg, die erste jemals in der Bundesliga verhängte gelbe Karte – allerdings ungerechtfertigt, da der Schiedsrichter Horst Bonacker ihn mit dem eigentlichen „Sünder“ Đorđe Pavlić, welcher gefoult wurde und sich daraufhin lautstark beim Schiedsrichter beschwert hatte, verwechselte.
1971 bestritt Linßen vier Spiele für die U23-Nationalmannschaft. Er debütierte am 16. Februar 1971 in Elbasan beim 2:0-Sieg über die Auswahl Albaniens. Sein letztes Länderspiel bestritt er am 9. Oktober in Łódź beim 1:1-Unentschieden gegen die Auswahl Polens.

### Trainertätigkeiten

#### SC Fortuna Köln – Cheftrainer I
Linßens erste Trainerstation war seine letzte Wirkungsstätte als Spieler: der SC Fortuna Köln. Von der Saison 1984/85 an leitete er das Training und erreichte mit seiner Mannschaft in dieser ersten Saison den elften und in der Folgesaison den dritten Tabellenplatz. Nach dem unglücklichen Scheitern in den Relegationsspielen im Mai 1986 und schlechten Spielen zu Beginn der Saison 1986/87, insbesondere der 1:6-Heimniederlage gegen die Stuttgarter Kickers vom 4. Oktober 1986, musste Linßen sein Traineramt am 13. Oktober 1986 vorzeitig aufgeben.

#### SC Fortuna Köln – Cheftrainer II
Am 14. April 1987 wurde er vom Vereinspräsidenten Jean Löring erneut als Trainer des SC Fortuna Köln eingestellt. Er erreichte eine Verbesserung des Saisonplatzes von zwölf in der Saison 1987/88 auf vier in der Saison 1988/89. Vor der Saison 1989/90 hatten die drei Leistungsträger Uwe Fuchs, Anthony Baffoe und Christiaan Pförtner den Verein verlassen. Da gleichwertiger Ersatz nicht verpflichtet werden konnte, gab Linßen sein Traineramt nach dem sechsten Spieltag am 30. August 1989 freiwillig auf. Seine Begründung lautete: „In mir brennt kein Feuer mehr“.

#### 1. FC Köln – Co- und Interimstrainer
Nachdem Trainer Christoph Daum vor Beginn der Bundesliga-Saison 1990/91 überraschend durch Erich Rutemöller ersetzt worden war, wurde Linßen als einer seiner beiden Co-Trainer beim 1. FC Köln eingestellt. Sie erreichten in dieser Saison nur einen siebten Tabellenplatz, einen Punkt hinter den angestrebten UEFA-Pokal-Plätzen. Nach der Entlassung von Trainer Erich Rutemöller am 23. August 1991 hatte zuerst Sportdirektor Udo Lattek für einen Spieltag das Training der Mannschaft übernommen. Danach war Co-Trainer Linßen bis zu Anstellung von Jörg Berger für sechs Tage, vom 4. bis zum 9. September 1991, interimsweise hauptverantwortlich. Am 8. Spieltag der Saison 1991/92 saß er bei der 1:3-Auswärtsniederlage in Dortmund als Cheftrainer auf der Bank. Unter Jörg Berger blieb Linßen Co-Trainer. Nach einem guten vierten Tabellenplatz in der Bundesliga-Saison 1991/92 stand man nach 19 Spieltagen der Saison 1992/93 auf einem Abstiegsplatz, woraufhin Berger und Linßen entlassen wurden. Am Saisonende lag der Verein zwar auf Platz 12, Linßens Zeit als Co-Trainer des 1. FC Köln war aber schon am 28. Februar 1993 zu Ende gegangen.

#### SC Fortuna Köln – Cheftrainer III
Von 1993 bis zum 23. Oktober 1995 trainierte er wieder den SC Fortuna Köln.

#### FC Gütersloh
Von 1996 bis September 1998 trainierte er den FC Gütersloh. Die erste Saison in Gütersloh endete mit dem 13. Tabellenplatz. Im zweiten Jahr wurde man Fünfter und scheiterte damit nur knapp am Aufstieg. Im Verlauf der Saison 1998/99 rutschte die Mannschaft bis auf den 16. Tabellenplatz ab. Nach Differenzen mit der Klubführung über die Personalpolitik trennten sich Linßen und der FC Gütersloh einvernehmlich.

### Sportdirektor
Im Jahr 1998 wurde er vom 1. FC Köln als Sportdirektor engagiert. Es folgten mehrere stürmische Jahre, einschließlich eines Auf- und eines Abstiegs und zahlreicher Kritik, beispielsweise aufgrund der Verpflichtung des damals 12-jährigen Marco Quotschalla für acht Jahre. Aufgrund anhaltender Erfolglosigkeit trat Hannes Linßen am 11. Februar 2002 freiwillig zurück, nachdem zwei Wochen zuvor bereits Trainer Ewald Lienen seinen Hut nehmen musste.